# Harry Matschak
Harry Matschak (* 3. Juni 1939) ist ein ehemaliger deutscher Fußballspieler, der von 1958 bis 1963 in Senftenberg in der DDR-Oberliga, der höchsten Liga im DDR-Fußball, aktiv war. 

## Sportliche Laufbahn
Nachdem Harry Matschak bisher in der Juniorenmannschaft des SC Aktivist Brieske Senftenberg gespielt hatte, bestritt er in der Kalenderjahr-Saison 1958 seine ersten Spiele für die Oberligamannschaft. Sein erstes Oberligaspiel absolvierte er am 4. Spieltag, als er zu Beginn der 2. Halbzeit für den Verteidiger Harry Ratsch eingewechselt wurde. Gegen Ende der Saison wurde er von Trainer Hermann Fischer in fünf aufeinanderfolgenden Oberligaspielen als Abwehrspieler jeweils über die volle Spieldauer eingesetzt. Insgesamt kam Matschak 1958 in elf Punktspielen zum Einsatz, in denen er achtmal in der Startelf stand. Auch in den beiden folgenden Spielzeiten brachte es Matschak in den jeweils 26 ausgetragenen Oberligaspielen auf elf unregelmäßige Einsätze. 1961 wurde der Spielbetrieb im DDR-Fußball nach fünf Spielzeiten wieder auf den Sommer-Frühjahr-Spielrhythmus zurückgeführt. In der Oberliga wurden dazu vom März 1961 bis zum Juni 1962 39 Spiele ausgetragen. Zunächst schien es so, als hätte sich Matschak endlich zum Stammspieler entwickelt, denn bis zum 19. Spieltag wurde regelmäßig in der Abwehr eingesetzt. Danach fiel er jedoch für längere Zeit aus und kam nur zum Saisonende noch in zwei Oberligaspielen zum Einsatz. Auch in seiner letzten Oberligasaison 1962/63 gelang es Matschak nicht mehr, noch einmal als Stammspieler zur Geltung zu kommen. Während er in der Hinrunde nur zweimal in der Oberliga spielte, kam er auch in den 13 Rückrundenspielen nur achtmal zum Einsatz. 
Nach dieser Saison musste Brieske nach 14 Spielzeiten aus der Oberliga absteigen und die Fußballabteilung wurde dem neu gegründeten SC Cottbus angegliedert. Einige Spieler verweigerten den Umzug und schlossen sich der viertklassigen Bezirksligamannschaft Aktivist Brieske-Ost an, darunter auch Harry Matschak. Die Betriebssportgemeinschaft (BSG) wurde 1964 Bezirksmeister und stieg, da die bisherige drittklassige 2. DDR-Liga eingestellt worden war, in die zweitklassige DDR-Liga auf. Dort schaffte es Matschak 1964/65 schließlich doch noch, im höherklassigen Fußball Stammspieler zu werden. Er bestritt von den 30 Ligaspielen 28 Begegnungen auch seine beiden einzigen Tore höheren Ligenbereich. Die BSG Aktivist erreichte indes nicht den Klassenerhalt und kam, ebenso wie Harry Matschak nicht wieder in den DDR-weiten Fußball zurück. 
Innerhalb von sechs Spielzeiten war Harry Matschak auf 64 Oberligaspiele (0 Tore) und 28 DDR-Ligaspiele (2 Tore) gekommen. 